# Shirk
Col termine shirk (in arabo ﺷﺮﻙ‎?) i musulmani indicano il politeismo.
La radice araba <sh-r-k> indica infatti l'associare e, dal punto di vista islamico (come di qualsiasi altra cultura monoteistica), l'associare all'unico vero Dio una pletora più o meno vasta di altre divinità costituisce uno dei più gravi peccati.
Nella cultura islamica, il politeismo è giudicato del tutto incompatibile con la Umma e non è quindi consentita la presenza di califfi politeisti sul suo territorio (la dār al-Islām), dal momento che su di esso deve esercitare appieno la sua potestà la shari'a.